# Monsieur Trictrac
Monsieur Trictrac est une « littérature en estampes » de Rodolphe Töpffer, précurseur de la bande dessinée. Elle a été dessinée en 1830 et autographié et publiée en 1937.

## Historique
L'album a été volé à Rodolphe Töpffer avant d'être terminé. Il a été retrouvé dans une bibliothèque privée vaudoise et édité en avril 1937 par le Journal de Genève puis par les éditions d'art Albert Skira. Il a fait l'objet d'une réédition en 1988.

## Synopsis
Monsieur Trictrac souhaite partir découvrir les sources du Nil mais ses parents s'opposent à son projet et l'enferment dans sa chambre. Profitant de la venue d'un voleur par la cheminée, ils intervertissent leurs habits et Monsieur Trictrac s’enfuit par les toits. Une suite de quiproquos s'ensuit et provoque le désordre dans la ville.